# Landhaus Roseggerstraße 4 (Radebeul)

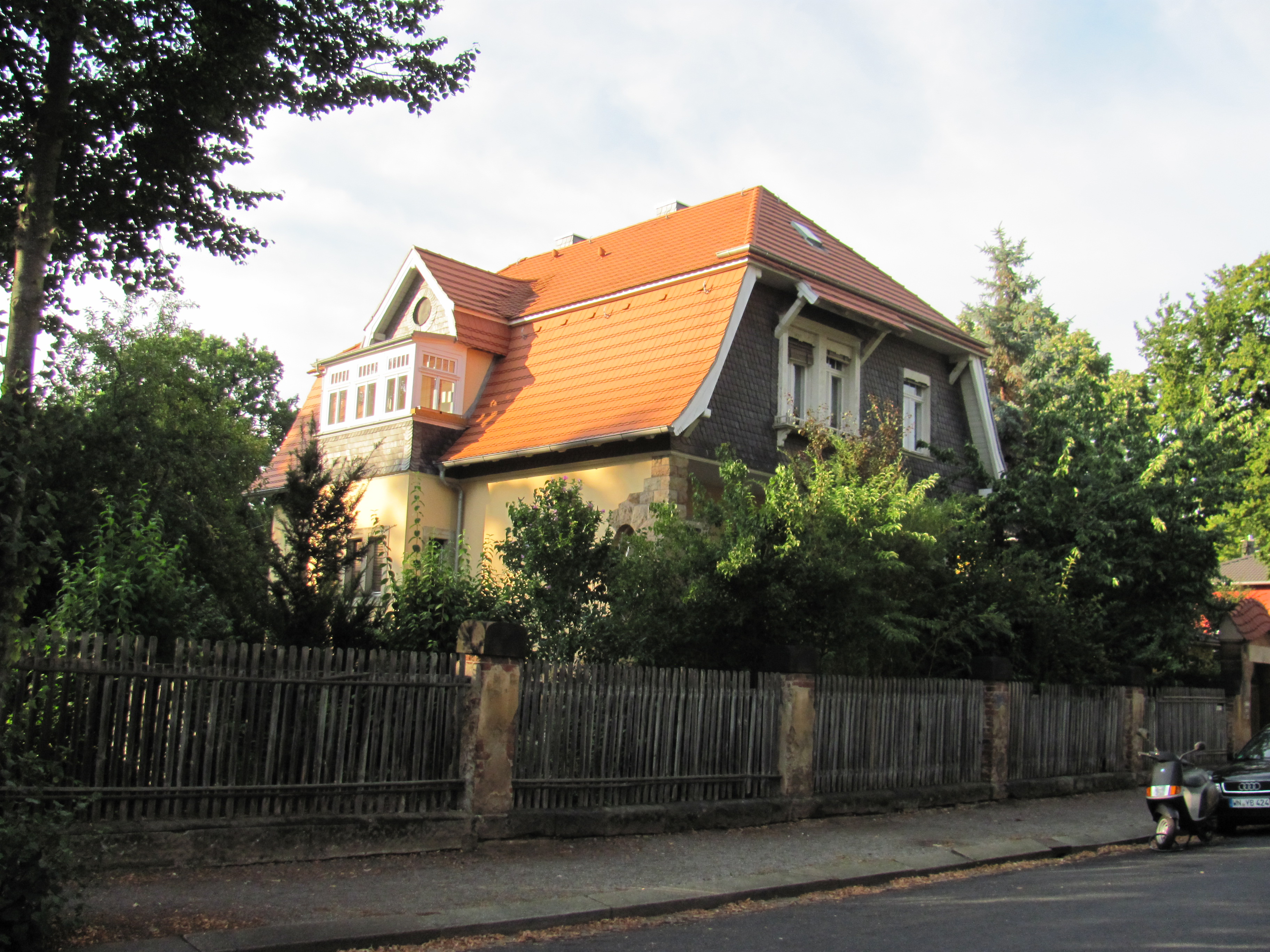
Landhaus Roseggerstraße 4

Das Landhaus Roseggerstraße 4 liegt im Stadtteil Serkowitz der sächsischen Stadt Radebeul. Es wurde 1906/1907 nach Plänen des Architekten Oskar Menzel durch das ortsansässige Bauunternehmen F. W. Eisold von dessen Eigentümer, dem Baumeister Wilhelm Eisold, auf eigenem Grundstück errichtet.

## Beschreibung
Die zusammen mit ihrer Einfriedung und der Toreinfahrt unter Denkmalschutz stehende Villa, in der Denkmaltopografie als Landhaus angesprochen, ist ein eingeschossiges Wohnhaus mit einem ausgebauten, ziegelgedeckten Mansarddach. Das Gebäude ist giebelständig zur Straße ausgerichtet.
Am hinteren Ende der rechten Seitenansicht steht ein zweigeschossiger, halbrunder Turm mit rundem Dach, in den oberhalb einer Freitreppe der Hauseingang führt, dieser durch einen Dreiecksgiebel geschmückt. In der linken Seitenansicht steht ein zweigeschossiger, rechteckiger Standerker.
In der schmalen Straßenansicht ist das Dachgeschoss als vorgezogener Giebel mit Fenstern ausgebildet, die Giebelfläche mit Schieferbehang. Das Erdgeschoss darunter bildet eine Rücklage, vor der rechts ein polygonaler Standerker steht. Vor der dadurch gebildeten Nische auf der linken Seite liegt eine halbrunde Terrasse.
Das verputzte Wohnhaus ist „von unregelmäßig malerischer, starkplastischer und vielfarbiger Ausbildung, […] die Ortgänge am Giebel zur Straße leicht geschwungen.“
Die Einfriedung besteht aus Lattenzaunfeldern zwischen Putzpfeilern mit Sandsteinabdeckungen. Vor dem Hauseingang auf der rechten Gebäudeseite befindet sich in der Einfriedung ein repräsentatives Eingangstor, gesetzt aus Sandsteinblöcken. Die Oberseite ist geschweift ausgebildet und wie ein querliegendes Satteldach gedeckt.

## Geschichte
Baumeister Wilhelm Eisold beantragte als „Bauender, Bauleiter und Ausführender“ im Juli 1903, auf eigenem Grundstück eine Villa errichten zu dürfen. Nachdem er später seinen Bauantrag zurückgezogen hatte, legte er im April 1906 einen neuen Bauantrag mit einem Entwurf des Architekten Oskar Menzel vor. Die Bauvollendungsanzeige stammt aus dem Februar 1907. Am 16. September desselben Jahres wurde die bezugsfertige Villa verkauft.